# سينوسيراتوبس
سينوسيراتوبس هو جنس من عائلة مثيلات قرنيات الوجه عاش خلال العصر الطباشيري فيما يعرف حالياً بمقاطعة شاندونغ، الصين.